# 肯尼斯·尼科尔斯
肯尼斯·大卫·尼科尔斯少将（英語：Major General (United States)，1907年11月13日—2000年2月21日）是一位美国陆军军官兼工程师，曾效命于在二战期间研发核武器的曼哈顿计划，作为詹姆斯·马歇尔的曼哈顿工程区副总工程师（Deputy District Engineer），后于1943年8月13日升为总工程师。他负责了位于田纳西州橡树岭克林顿工程师工程的炼铀设施，以及华盛顿州漢福德區工程师工程的炼钚设施。